# Huntia deepensis
Espèce
Huntia deepensis est une espèce d'araignées aranéomorphes de la famille des Zoropsidae.

## Distribution
Cette espèce est endémique d'Australie-Occidentale. Elle se rencontre au South West et au Great Southern.

## Description
Le mâle holotype mesure 9,17 mm et la femelle paratype 9,69 mm.

## Étymologie
Son nom d'espèce, composé de deep et du suffixe latin -ensis, « qui vit dans, qui habite », lui a été donné en référence au lieu de sa découverte, la Deep River.

## Publication originale
- Gray & Thompson, 2001 : New lycosoid spiders from cave and surface habitats in southern Australia and Cape Range peninsula (Araneae: Lycosoidea). Records of the Western Australian Museum Supplement, vol. 64, p. 159-170 (texte intégral).